# 粉紅教父小甜甜
《粉紅教父小甜甜》是2003年台灣偶像劇，中國電視公司與東森戲劇台合作首播，楊丞琳主演，李崗製作，2002年10月27日開鏡，2003年5月2日舉行試片會。

## 演員列表
- 楊丞琳 -飾 包小婷(陳霆)/陳天使
- 劉恆 -飾 江龍
- 安雅 -飾 朱美黛
- 羅北安 -飾 黃添壩
- 竹幼婷 -飾 包小蔓
- 張兆志 -飾 朱世明
- 高英軒 -飾 熊天
- 曾莞婷 -飾 馮凱莉
- 張复建 -飾 陳傲夫
- 尹昭德 -飾 陳飛龍

### 客串演員
- 六月 -飾 吳如玉
- 劉光遠 -飾 GT老大
- 劉協敏 -飾 PC弟兄
- 林侑龍 -飾 大吉
- 鄭昌國 -飾 大利
- 雷威遠 -飾 老柯
- 張復周 -飾 律師
- 林美秀 -飾 包院長
- 林如琦 -飾 記者 林如淇
- 胡家葦 -飾 紅薔薇
- 鈕韻璇 -飾 白薔薇
- 可米小子 -飾 香港偶像團體 薔薇普林斯
- 唐從聖 -飾 李小刀
- 鍾鎮濤 -飾 心理師
- 李洪 -飾 小飛龍
- 陳少庸 -飾 嘻哈少年
- 尤敬凱 -飾 警員
- 梁貴民 -飾 警員
- 林有方 -飾 大廳安檢
- 吳震亞 -飾 大廳安檢
- 鄒積鈞 -飾 調查局長
- 郭銘陞 -飾 調查局幹員
- 陳昌明 -飾 調查局幹員
- 劉世傑 -飾 賽門
- 沈秉汶 -飾 球客
- 馮元真 -飾 小天使
- 許育菱 -飾 小花

## 製作人員
- 製作人：李崗
- 編審：黃宗倫
- 企畫統籌：方靜椅、柳廣輝
- 編劇統籌： 方靜椅、柳廣輝
- 導演：柳廣輝
- 製作統籌：鄒積鈞
- 副導：楊庭愷
- 場記：吳怡靜
- 執行製作：高智煌
- 製作助理：陳蔡宗
- 攝影師：戰建達、朱啟民
- 攝影助理：林家弘、顏大為
- 收音：林胤承
- 燈光師：魯世成
- 燈光助理：林志樺、黃俊燦
- 場務：陳師堯、周健鴻
- 造型設計：小P、張偉傑、羅佩儀
- 梳化妝：吳書怡、謝鈺倫
- 化妝助理：鄭黃龍、范瑞容
- 服裝管理：巫楚霞
- 後製剪輯：翁韻如、吳星輝
- 特效：黃晏容、徐肇鴻
- 成音：趙元蓉、羅英哲
- 道具：黃仁杰、梁貴明
- 武術指導：張藝騰
- 電工：陳禮清
- 宣傳統籌：方靜琦
- 音樂統籌：柳廣輝
- 音樂製作總監：陳建寧

1. ↑  安雅「黑寡婦」會舊情人 中間擠著一排電燈泡 （页面存档备份，存于）